# Torino Calcio 2002-2003
Questa voce raccoglie le informazioni riguardanti il Torino Calcio nelle competizioni ufficiali della stagione 2002-2003.

## Stagione
Eliminato al terzo turno di Coppa Intertoto, il Torino esordì in campionato perdendo contro l'Inter (1-0), tra le proteste per un'espulsione ed un gol annullato. Perse altri 10 incontri nel girone di andata, incassando anche un 6-0 dal Milan e un 4-0 dalla Juventus. Contestata fu anche la stracittadina di ritorno, in cui l'arbitro De Santis mostrò ben 4 cartellini rossi e i granata caddero 2-0. La discesa in B diventò matematica ad inizio maggio, per via della sconfitta con l'Udinese (che dal canto suo ottenne la prima vittoria esterna del 2003). Fu poi sconfitta dalla Roma e pareggiò con l'Empoli, regalando ai toscani il punto decisivo per la salvezza. L'ultima uscita stagionale riservò il 21ª k.o., per mano del Como (a sua volta già retrocesso).

## Divise e sponsor
Nel 2002-2003, il Torino ha avuto come sponsor tecnico Asics, mentre lo sponsor principale è stato Ixfin.
| Casa | Trasferta |

## Organigramma societario
- Presidente:
  - Attilio Romero
- Vice presidente esecutivo,
Amministratore delegato:
  - Francesco Cimminelli
- Vice presidenti:
  - Simone Cimminelli
  - Umberto Rosa
- Segretario generale:
  - Renato Bizzarri
- Responsabile amministrativo:
  - Carlo Paiuzza
- Addetto stampa:
  - Gabriele Chiuminatto

- Direttore marketing:
  - Alberto Ormezzano
- Responsabile area tecnica:
  - Sandro Mazzola
- Allenatore:[15][16][17][18]
  - Giacomo Ferri
(dal 15/04/2003)
  - Renzo Ulivieri
(dal 29/10/2002 al 23/02/2003)
  - Renato Zaccarelli
(dal 26/10/2002 al 28/10/2002)
(dal 24/02/2003 al 14/04/2003)
  - Giancarlo Camolese
(fino al 25/10/2002)

## Rosa
| N. |                      | Ruolo | Calciatore          |
| -- | -------------------- | ----- | ------------------- |
| 1  | Italia (bandiera)    | P     | Luca Bucci          |
| 2  | Italia (bandiera)    | D     | Luigi Garzya        |
| 3  | Italia (bandiera)    | C     | Giammarco Frezza    |
| 4  | Italia (bandiera)    | D     | Federico Balzaretti |
| 5  | Italia (bandiera)    | D     | Daniele Delli Carri |
| 6  | Italia (bandiera)    | D     | Gianluca Comotto    |
| 7  | Uruguay (bandiera)   | A     | José Franco         |
| 8  | Italia (bandiera)    | C     | Alessio Scarchilli  |
| 9  | Italia (bandiera)    | A     | Cristiano Lucarelli |
| 10 | Italia (bandiera)    | A     | Marco Ferrante      |
| 11 | Svezia (bandiera)    | A     | Yksel Osmanovski    |
| 14 | Italia (bandiera)    | C     | Fabio Giordano      |
| 15 | Italia (bandiera)    | C     | Simone Vergassola   |
| 16 | Italia (bandiera)    | P     | Stefano Sorrentino  |
| 17 | Italia (bandiera)    | C     | Vincenzo Sommese    |
| 18 | Italia (bandiera)    | D     | Giovanni Lopez      |
| 19 | Italia (bandiera)    | D     | Gennaro Scarlato    |
| 19 | Italia (bandiera)    | C     | Riccardo Maspero    |
| 19 | Argentina (bandiera) | C     | Carlos Marinelli    |
| 20 | Italia (bandiera)    | D     | Fabio Galante       |
| 21 | Italia (bandiera)    | A     | Emanuele Calaiò     |

| N. |                    | Ruolo | Calciatore                |
| -- | ------------------ | ----- | ------------------------- |
| 21 | Uruguay (bandiera) | A     | Federico Magallanes       |
| 22 | Italia (bandiera)  | P     | Federico Marchetti        |
| 22 | Austria (bandiera) | P     | Alexander Manninger       |
| 23 | Italia (bandiera)  | D     | Andrea Mantovani          |
| 24 | Italia (bandiera)  | A     | Gaetano Masucci           |
| 25 | Brasile (bandiera) | D     | Ronaldo Vanin             |
| 26 | Nigeria (bandiera) | A     | Akeem Omolade             |
| 27 | Italia (bandiera)  | D     | Daniele Martinelli        |
| 27 | Italia (bandiera)  | D     | Claudio Patti Pochintesta |
| 28 | Italia (bandiera)  | C     | Alessandro Conticchio     |
| 29 | Italia (bandiera)  | C     | Massimo Donati            |
| 30 | Italia (bandiera)  | D     | Luca Mezzano              |
| 31 | Italia (bandiera)  | D     | Paolo Castellini          |
| 32 | Italia (bandiera)  | C     | Francesco Statuto         |
| 33 | Italia (bandiera)  | P     | Alberto Maria Fontana     |
| 34 | Italia (bandiera)  | C     | Alessandro Campo          |
| 35 | Italia (bandiera)  | D     | Stefano Fattori           |
| 36 | Italia (bandiera)  | D     | Giovanni Marchese         |
| 51 | Italia (bandiera)  | C     | Diego De Ascentis         |
|    | Italia (bandiera)  | D     | Andrea Soncin             |
|    | Italia (bandiera)  | C     | Fulvio Fedi               |

## Calciomercato

### Sessione estiva
| Acquisti | Acquisti              | Acquisti | Acquisti      |
| R.       | Nome                  | da       | Modalità      |
| -------- | --------------------- | -------- | ------------- |
| P        | Alberto Maria Fontana | Palermo  | definitivo    |
| D        | Federico Balzaretti   | Siena    | fine prestito |
| D        | Djibril Diawara       | Cosenza  | fine prestito |
| D        | Gennaro Scarlato      | Udinese  | fine prestito |
| D        | Andrea Soncin         | Perugia  | definitivo    |
| C        | Alessandro Campo      | Prato    | definitivo    |
| C        | Alessandro Conticchio | Lecce    | definitivo    |
| C        | Giammarco Frezza      | Palermo  | definitivo    |
| C        | Franco Semioli        | Ternana  | fine prestito |
| C        | Vincenzo Sommese      | Vicenza  | riscatto      |
| A        | Emanuele Calaiò       | Ternana  | fine prestito |
| A        | Federico Magallanes   | Venezia  | definitivo    |
| A        | Yksel Osmanovski      | Bordeaux | fine prestito |
| A        | Simone Tiribocchi     | Ancona   | fine prestito |

| Cessioni | Cessioni           | Cessioni        | Cessioni    |
| R.       | Nome               | a               | Modalità    |
| -------- | ------------------ | --------------- | ----------- |
| P        | Alessandro Caparco | Ivrea           | definitivo  |
| P        | Federico Marchetti | Pro Vercelli    | prestito    |
| D        | Djibril Diawara    |                 | rescissione |
| D        | Daniele Martinelli | Siena           | prestito    |
| D        | Gennaro Scarlato   | Ternana         | definitivo  |
| C        | Antonino Asta      | Palermo         | definitivo  |
| C        | Massimo Brambilla  | Siena           | definitivo  |
| C        | Benoît Cauet       | Como            | definitivo  |
| C        | Abdullah Fusseini  | Gualdo          | prestito    |
| C        | Franco Semioli     | Vicenza         | definitivo  |
| C        | Giorgio Venturin   | Taranto         | definitivo  |
| A        | Emanuele Calaiò    | Messina         | prestito    |
| A        | Fabio Quagliarella | Florentia Viola | prestito    |
| A        | Paolo Rossi        | Gualdo          | definitivo  |

### Sessione invernale
| Acquisti | Acquisti            | Acquisti        | Acquisti      |
| R.       | Nome                | da              | Modalità      |
| -------- | ------------------- | --------------- | ------------- |
| P        | Alexander Manninger | Espanyol        | definitivo    |
| C        | Massimo Donati      | Parma           | prestito      |
| C        | Carlos Marinelli    | Middlesbrough   | prestito      |
| C        | Francesco Statuto   | -               | svincolato    |
| A        | Emanuele Calaiò     | Messina         | fine prestito |
| A        | Fabio Quagliarella  | Florentia Viola | fine prestito |

| Cessioni | Cessioni           | Cessioni        | Cessioni   |
| R.       | Nome               | a               | Modalità   |
| -------- | ------------------ | --------------- | ---------- |
| D        | Stefano Bianciardi | Pistoiese       | prestito   |
| D        | Fabio Giordano     | Pisa            | prestito   |
| D        | Andrea Soncin      | Vis Pesaro      | definitivo |
| C        | Riccardo Maspero   | Florentia Viola | definitivo |
| A        | Emanuele Calaiò    | Pescara         | definitivo |
| A        | Fabio Quagliarella | Chieti          | prestito   |

## Risultati

### Serie A

#### Girone di andata
| Arbitro: | Bertini (Arezzo) |

|           |           |  |
| Vieri 23’ | Marcatori |  |

| Arbitro: | Bolognino (Milano) |

|  |           |             |
|  | Marcatori | 86’ Simeone |

| Arbitro: | Rizzoli (Bologna) |

|                 |           |                     |
| Sculli 27’, 53’ | Marcatori | 62’ (rig.) Ferrante |

| Arbitro: | Trefoloni (Siena) |

|                                                                           |           |  |
| Pirlo 21’ (rig.) F. Inzaghi 31’, 79’, 86’ Serginho 41’ Fattori 84’ (aut.) | Marcatori |  |

| Arbitro: | De Santis (Tivoli) |

|                |           |  |
| Magallanes 17’ | Marcatori |  |

| Arbitro: | Messina (Bergamo) |

|                         |           |                |
| Bogdani 54’ Paredes 80’ | Marcatori | 79’ Conticchio |

| Arbitro: | Farina (Novi Ligure) |

|  |           |                     |
|  | Marcatori | 34’ Tare 85’ Appiah |

| Arbitro: | Saccani (Mantova) |

|                              |           |                   |
| Conticchio 4’ Castellini 89’ | Marcatori | 34’ (rig.) Vanoli |

| Arbitro: | Palanca (Roma) |

|                                    |           |              |
| Caracciolo 38’ Zé Maria 87’ (rig.) | Marcatori | 81’ Ferrante |

| Arbitro: | De Santis (Tivoli) |

|  |           |                                                |
|  | Marcatori | 6’ Del Piero 33’ Di Vaio 52’ Nedvěd 89’ Davids |

| Arbitro: | Rodomonti (Teramo) |

|                  |           |  |
| Di Francesco 24’ | Marcatori |  |

| Arbitro: | Gabriele (Frosinone) |

|  |           |                                      |
|  | Marcatori | 16’ Brighi 25’ Mutu 49’, 67’ Adriano |

| Arbitro: | Tombolini (Ancona) |

|              |           |               |
| Iaquinta 50’ | Marcatori | 54’ Lucarelli |

| Arbitro: | Dondarini (Finale Emilia) |

|  |           |            |
|  | Marcatori | 46’ Samuel |

| Arbitro: | Tombolini (Ancona) |

|                    |           |            |
| Mezzano 61’ (rig.) | Marcatori | 14’ Natali |

| Arbitro: | Paparesta (Bari) |

|            |           |                    |
| Rocchi 93’ | Marcatori | 91’ (aut.) Cribari |

| Torino 19 gennaio 2003, ore 15:00 UTC+1 17ª giornata | Torino             | 0 – 0 | Como | Stadio delle Alpi (12.937 spett.)\| Arbitro: \| Tombolini (Ancona) \| |
| Arbitro:                                             | Tombolini (Ancona) |       |      |                                                                       |

#### Girone di ritorno
| Arbitro: | Collina (Viareggio) |

|                                    |           |                          |
| Signori 39’ (rig.) Della Rocca 80’ | Marcatori | 8’ Vergassola 65’ Franco |

| Arbitro: | Racalbuto (Gallarate) |

|  |           |                    |
|  | Marcatori | 48’ Vieri 57’ Okan |

| Arbitro: | Messina (Bergamo) |

|             |           |              |
| Simeone 36’ | Marcatori | 71’ Ferrante |

| Arbitro: | De Santis (Tivoli) |

|                |           |               |
| Vergassola 65’ | Marcatori | 58’ Milanetto |

| Arbitro: | Palanca (Roma) |

|  |           |                                |
|  | Marcatori | 2’ F. Inzaghi 43’, 45’ Seedorf |

| Arbitro: | Rizzoli (Bologna) |

|                                          |           |                        |
| Pellissier 29’ F. Cossato 59’ D'Anna 63’ | Marcatori | 16’ Sommese 38’ Donati |

| Arbitro: | Gabriele (Frosinone) |

|                     |           |  |
| Ferrante 12’ (rig.) | Marcatori |  |

| Arbitro: | Bertini (Arezzo) |

|                      |           |  |
| Guardiola 60’ (rig.) | Marcatori |  |

| Arbitro: | Dattilo (Locri) |

|                   |           |            |
| Ferrante 65’, 79’ | Marcatori | 41’ Grosso |

| Arbitro: | De Santis (Tivoli) |

|                                   |           |  |
| Comotto 5’ (aut.) Tacchinardi 88’ | Marcatori |  |

| Arbitro: | Dondarini (Finale Emilia) |

|                |           |                                            |
| Conticchio 59’ | Marcatori | 60’ Maresca 83’ Di Francesco 91’ Ferrarese |

| Arbitro: | Castellani (Verona) |

|                 |           |  |
| Mutu 75’ (rig.) | Marcatori |  |

| Arbitro: | Palanca (Roma) |

|                      |           |                 |
| Doni 75’, 92’ (rig.) | Marcatori | 22’, 89’ Donati |

| Arbitro: | Treossi (Forlì) |

|  |           |              |
|  | Marcatori | 81’ Iaquinta |

| Arbitro: | Pieri (Lucca) |

|                               |           |            |
| Cassano 32’, 61’ De Rossi 55’ | Marcatori | 78’ Frezza |

| Arbitro: | Pellegrino (Barcellona Pozzo di Gotto) |

|            |           |               |
| Donati 85’ | Marcatori | 67’ Di Natale |

| Arbitro: | Girardi (San Donà di Piave) |

|           |           |  |
| Benin 84’ | Marcatori |  |

### Coppa Italia
| Arbitro: | Saccani (Mantova) |

|                |           |                |
| Cappellini 18’ | Marcatori | 91’ Vergassola |

| Arbitro: | Gabriele (Frosinone) |

|                |           |                        |
| Conticchio 47’ | Marcatori | 44’ Saudati 90’ Tavano |

### Coppa Intertoto UEFA
| Arbitro: | Berntsen |

|              |           |  |
| Ferrante 19’ | Marcatori |  |

| Arbitro: | Ishchenko |

|           |           |               |
| Klausz 5’ | Marcatori | 47’ Lucarelli |

| Arbitro: | Weiner |

|                          |           |  |
| Comotto 43’ Ferrante 48’ | Marcatori |  |

| Arbitro: | Almeida Costa |

|                                        |                      |                                                 |
| Guayre 47’ Arruabarrena 62’            | Marcatori            |                                                 |
| Gâlcă Belletti Palermo J. López Aranda | Tiri di rigore 4 – 3 | Ferrante Mezzano Castellini Delli Carri Sommese |

## Statistiche

### Statistiche di squadra
| Competizione    | Punti | In casa | In casa | In casa | In casa | In casa | In casa | In trasferta | In trasferta | In trasferta | In trasferta | In trasferta | In trasferta | Totale | Totale | Totale | Totale | Totale | Totale | DR  |
| Competizione    | Punti | G       | V       | N       | P       | Gf      | Gs      | G            | V            | N            | P            | Gf           | Gs           | G      | V      | N      | P      | Gf     | Gs     | DR  |
| --------------- | ----- | ------- | ------- | ------- | ------- | ------- | ------- | ------------ | ------------ | ------------ | ------------ | ------------ | ------------ | ------ | ------ | ------ | ------ | ------ | ------ | --- |
| Serie A         | 21    | 17      | 4       | 4       | 9       | 10      | 26      | 17           | 0            | 5            | 12           | 13           | 32           | 34     | 4      | 9      | 21     | 23     | 58     | -35 |
| Coppa Italia    | -     | 1       | 0       | 0       | 1       | 1       | 2       | 1            | 0            | 1            | 0            | 1            | 1            | 2      | 0      | 1      | 1      | 2      | 3      | -1  |
| Coppa Intertoto | -     | 2       | 2       | 0       | 0       | 3       | 0       | 2            | 0            | 1            | 1            | 1            | 3            | 4      | 2      | 1      | 1      | 4      | 3      | +1  |
| Totale          | -     | 20      | 6       | 4       | 10      | 14      | 28      | 20           | 0            | 7            | 13           | 15           | 36           | 40     | 6      | 11     | 23     | 29     | 64     | -35 |

### Statistiche dei giocatori
Sono in corsivo i calciatori che hanno lasciato la società a stagione in corso.
| Giocatore            | Serie A  | Serie A | Serie A     | Serie A    | Coppa Italia | Coppa Italia | Coppa Italia | Coppa Italia | Coppa Intertoto | Coppa Intertoto | Coppa Intertoto | Coppa Intertoto | Totale   | Totale | Totale      | Totale     |
| Giocatore            | Presenze | Reti    | Ammonizioni | Espulsioni | Presenze     | Reti         | Ammonizioni  | Espulsioni   | Presenze        | Reti            | Ammonizioni     | Espulsioni      | Presenze | Reti   | Ammonizioni | Espulsioni |
| -------------------- | -------- | ------- | ----------- | ---------- | ------------ | ------------ | ------------ | ------------ | --------------- | --------------- | --------------- | --------------- | -------- | ------ | ----------- | ---------- |
| F. Balzaretti        | 13       | 0       | ?           | ?          | 1            | 0            | ?            | ?            | 0               | 0               | ?               | ?               | 14       | 0      | ?           | ?          |
| L. Bucci             | 24       | -40     | ?           | ?          | 0            | -0           | ?            | ?            | 4               | -3              | ?               | ?               | 28       | -43    | ?           | ?          |
| P. Castellini        | 34       | 1       | ?           | ?          | 0            | 0            | ?            | ?            | 4               | 0               | ?               | ?               | 38       | 1      | ?           | ?          |
| G. Comotto           | 20       | 0       | ?           | ?          | 2            | 0            | ?            | ?            | 2               | 1               | ?               | ?               | 24       | 1      | ?           | ?          |
| A. Conticchio        | 25       | 3       | ?           | ?          | 1            | 1            | ?            | ?            | -               | -               | ?               | ?               | 26       | 4      | ?           | ?          |
| D. De Ascentis       | 30       | 0       | ?           | ?          | 1            | 0            | ?            | ?            | 4               | 0               | ?               | ?               | 35       | 0      | ?           | ?          |
| D. Delli Carri       | 26       | 0       | ?           | ?          | 2            | 0            | ?            | ?            | 4               | 0               | ?               | ?               | 32       | 0      | ?           | ?          |
| M. Donati            | 17       | 4       | ?           | ?          | -            | -            | ?            | ?            | -               | -               | ?               | ?               | 17       | 4      | ?           | ?          |
| S. Fattori           | 28       | 0       | ?           | ?          | 0            | 0            | ?            | ?            | 4               | 0               | ?               | ?               | 32       | 0      | ?           | ?          |
| M. Ferrante          | 29       | 6       | ?           | ?          | 2            | 0            | ?            | ?            | 4               | 2               | ?               | ?               | 35       | 8      | ?           | ?          |
| A. Fontana           | 1        | -1      | ?           | ?          | 0            | -0           | ?            | ?            | 0               | -0              | ?               | ?               | 1        | -1     | ?           | ?          |
| J. M. Franco         | 6        | 1       | ?           | ?          | 0            | 0            | ?            | ?            | 1               | 0               | ?               | ?               | 7        | 1      | ?           | ?          |
| G. Frezza            | 8        | 1       | ?           | ?          | 1            | 0            | ?            | ?            | 0               | 0               | ?               | ?               | 9        | 1      | ?           | ?          |
| F. Galante           | 20       | 0       | ?           | ?          | 0            | 0            | ?            | ?            | 4               | 0               | ?               | ?               | 24       | 0      | ?           | ?          |
| L. Garzya            | 7        | 0       | ?           | ?          | 2            | 0            | ?            | ?            | 3               | 0               | ?               | ?               | 12       | 0      | ?           | ?          |
| G. Lopez             | 0        | 0       | ?           | ?          | 2            | 0            | ?            | ?            | 0               | 0               | ?               | ?               | 2        | 0      | ?           | ?          |
| C. Lucarelli         | 26       | 1       | ?           | ?          | 2            | 0            | ?            | ?            | 4               | 1               | ?               | ?               | 32       | 2      | ?           | ?          |
| F. Magallanes        | 18       | 1       | ?           | ?          | 1            | 0            | ?            | ?            | -               | -               | ?               | ?               | 19       | 1      | ?           | ?          |
| A. Manninger         | 3        | -5      | ?           | ?          | -            | -            | ?            | ?            | -               | -               | ?               | ?               | 3        | -5     | ?           | ?          |
| A. Mantovani         | 8        | 0       | ?           | ?          | 0            | 0            | ?            | ?            | 0               | 0               | ?               | ?               | 8        | 0      | ?           | ?          |
| C. Marinelli         | 7        | 0       | ?           | ?          | -            | -            | ?            | ?            | -               | -               | ?               | ?               | 7        | 0      | ?           | ?          |
| R. Maspero           | 3        | 0       | ?           | ?          | 1            | 0            | ?            | ?            | 0               | 0               | ?               | ?               | 4        | 0      | ?           | ?          |
| L. Mezzano           | 22       | 1       | ?           | ?          | 2            | 0            | ?            | ?            | 4               | 0               | ?               | ?               | 28       | 1      | ?           | ?          |
| A. Omolade           | 5        | 0       | ?           | ?          | 0            | 0            | ?            | ?            | 0               | 0               | ?               | ?               | 5        | 0      | ?           | ?          |
| Y. Osmanovski        | 13       | 0       | ?           | ?          | 1            | 0            | ?            | ?            | 1               | 0               | ?               | ?               | 15       | 0      | ?           | ?          |
| C. Patti Pochintesta | 1        | 0       | ?           | ?          | 0            | 0            | ?            | ?            | 0               | 0               | ?               | ?               | 1        | 0      | ?           | ?          |
| A. Scarchilli        | 13       | 0       | ?           | ?          | 1            | 0            | ?            | ?            | 4               | 0               | ?               | ?               | 18       | 0      | ?           | ?          |
| V. Sommese           | 24       | 1       | ?           | ?          | 2            | 0            | ?            | ?            | 4               | 0               | ?               | ?               | 30       | 1      | ?           | ?          |
| S. Sorrentino        | 8        | -12     | ?           | ?          | 2            | -3           | ?            | ?            | 0               | -0              | ?               | ?               | 10       | -15    | ?           | ?          |
| R. Vanin             | 3        | 0       | ?           | ?          | 0            | 0            | ?            | ?            | 0               | 0               | ?               | ?               | 3        | 0      | ?           | ?          |
| S. Vergassola        | 28       | 2       | ?           | ?          | 2            | 1            | ?            | ?            | 4               | 0               | ?               | ?               | 34       | 3      | ?           | ?          |

## Giovanili

### Organigramma
- Allievi nazionali:
  - Allenatore: Giuseppe Cristiano
  - Massaggiatore: Marco Sega
  - Accompagnatore: Giuseppe Trimboli

### Piazzamenti
- Primavera:
  - Campionato: 5º posto nel Girone A.
  - Coppa Italia:
  - Torneo di Viareggio: eliminato nella fase a gironi.
- Berretti:
  - Campionato:
- Allievi nazionali:
  - Trofeo Città di Arco: 3º posto nel girone C di qualificazione.